# Lyrcus
Lyrcus is een geslacht van vliesvleugeligen uit de familie Pteromalidae. De wetenschappelijke naam van dit geslacht is voor het eerst geldig gepubliceerd in 1842 door Walker.

## Soorten
Het geslacht Lyrcus omvat de volgende soorten:
- Lyrcus albiclavus (Girault, 1917)
- Lyrcus albopilosella (Cameron, 1913)
- Lyrcus capitis (Burks, 1955)
- Lyrcus catalpae (Crawford, 1908)
- Lyrcus chalcis (Burks, 1955)
- Lyrcus coeliodis (Ashmead, 1896)
- Lyrcus deuterus (Crawford, 1911)
- Lyrcus dymnus (Walker, 1847)
- Lyrcus golbachi (De Santis, 1983)
- Lyrcus hermeas (Walker, 1847)
- Lyrcus incertus (Ashmead, 1893)
- Lyrcus justicia (Girault, 1917)
- Lyrcus maculatus (Gahan, 1914)
- Lyrcus nigroaeneus (Ashmead, 1894)
- Lyrcus origo Walker, 1842
- Lyrcus orontas (Walker, 1847)
- Lyrcus perdubius (Girault, 1916)
- Lyrcus platensis (De Santis, 1979)
- Lyrcus rosaecolis (Burks, 1955)
- Lyrcus timaea (Walker, 1847)
- Lyrcus tortricidis (Crawford, 1921)